# Freiheits-Lieder
Freiheits-Lieder (Frihetssånger), op. 52, är en vals av Johann Strauss den yngre. Den spelades första gången den 28 maj 1848. 

## Historia
Den 26 maj 1848 satte Nationalgardet, Akademikerlegionen och stora delar av invånarna i Wien upp 160 barrikader. Det var svaret på regeringens dekret att upplösa Akademikerlegionen (en militär organisation av studenter) och stänga universitet. Revolutionen hade nått Österrike och även Johann Strauss den yngre inspirerades av 'Frihetens evangelium' och revolutionsrörelsen men han var själv ingen aktiv revolutionär. Han komponerade dock genast en vals med den lite provocerande titeln Barrikaden-Lider som uppfördes vid en folkfest i Casino Zögernitz i stadsdelen Oberdöbling den 28 maj 1848. Liksom de senare komponerade Revolutions-Marsch (op. 54), valsen Burschen-Lieder (op. 55), Studenten-Marsch (op. 56) och Liguorianer-Seufzer-Polka (op. 57), innehåller inte heller Barrikaden-Lieder något som kunde uppfattas som "revolutionärt" men hans verk uppskattades ändå av de revolutionära människorna.
En vecka efter premiären döptes valsen om till Freiheits-Lider. Även denna titel passar in på revolutionens tema om än inte lika explicit. Den 2 juni rapporterade tidningen Wiener Zeitung ett meddelande från Strauss förläggare H.F.Müller: "'Freiheits-Lieder', vals op. 52 kommer snart finnas tillgänglig. Detta verk framfördes vid en allmän fest i Zögernitz-Casino till stora applåder". Festen hade ägt rum den 28 maj men då även tidningens tryckeripersonal hade befunnit sig på barrikaderna kom det inte ut någon tidning den dagen. Myndigheterna ansåg uppenbarligen att Strauss vals inte var revolutionär, för den förbjöds aldrig när väl revolutionen var nedslagen.

## Om valsen
Speltiden är ca 9 minuter och 37 sekunder plus minus några sekunder beroende på dirigentens musikaliska tolkning.

## Weblänkar
- Dynastin Strauss 1848 med kommentarer om Freiheits-Lieder.
- Freiheits-Lieder i Naxos-utgåvan.